# クイック・クレイ
クイック・クレイ（クイック・クレーとも。quick clay）とは、N値0よりも柔らかく、揺さぶるだけで泥水となる粘土である。

## 解説
一般の粘土の鋭敏比が2‐4で、風化粘土が10以下であるのに対し、鋭敏比が16以上となる（鋭敏比500という例もある）。表面強度が1 t/m2以下である。動粘度の単位 St で表して8以上の粘土を鋭敏粘土（sensitive clay)、10以上を超鋭敏粘土、16を超える粘土をクイック・クレイと呼ぶ。
海中で堆積した粘土から水によって吸着力の弱いナトリウムイオンが流されて、水素粘土が出来る。火山灰分解物もある。
クイック・クレイは北欧およびカナダなどで広く分布している。地すべりも多発している。日本では第三紀の泥岩など東日本中心。有明海沿岸の沖積粘性土にはStが50以上に達するものがある。春日部市の地下9‐19 mに存在していることもわかっているが、調査が進んでいない。

## 地すべりの被害
クイック・クレイで起こった地すべりにより世界各地で被害が発生している。1893年5月19日にはノルウェーで116人が犠牲になった。1953年12月23日にはノルウェーのウレンザッカー地すべりが起こり、平均9 mの深さの直径約150 mの地域から、土量10万立方メートルが流出した。1971年5月4日カナダのケベック州では31人が犠牲になった。(Saint-Jean-Vianney)
2020年12月30日、ノルウェーのオスロ近郊のアスク村で地すべりが発生。約300メートル × 800メートルの範囲で発生して複数の家屋が倒壊、数百メートルの距離を流された住宅もあった。死者行方不明者10人、避難者は1000人規模となっている。

## 対策
クイック・クレイは極めて水分を多く含む粘土であるため、粘土層の水分を急速に抜く手法が検討された。その成果としてバーチカルドレーン工法のひとつであるペーパードレーン工法が考案された。砂杭を打つサンドドレーン工法では砂杭の間隔を狭められない問題があるのと、砂杭が折れて排水路の用をなさない難点があったが、ペーパードレーン工法ではドレーンチューブとして特殊加工を施した段ボールを打ち込むことで段ボールのチューブ状の構造がクイック・クレイから効果的に水分を抜くことを可能にした。また排水路用の段ボールは密集して地層に打ち込むことができ、クイック・クレイのある土地利用に貢献した。
現代のペーパードレーン工法では段ボールの代わりに合成繊維製の同構造の板を用い、砂杭を合成繊維製のネットで覆った改良サンドドレーン工法と合わせて、羽田空港沖にあった浚渫土処分地の上に空港を拡張することに成功している。